# Njánnjá
Njánnjá är ett naturreservat i Jokkmokks kommun i Norrbottens län.
Området är naturskyddat sedan 2016 och är 0,8 kvadratkilometer stort. Reservatet omfattar en bergssluttning nedanför lågfjället Njánnjá. Reservatet består av gammal granskog. 